# Silvio Quadrelli
Silvio Quadrelli (Milano, 9 aprile 1889 – Pavia, 8 gennaio 1970) è stato un sollevatore italiano.

## Biografia
Nato nel 1889 a Milano, gareggiava nella classe di peso dei pesi leggeri (67,5 kg).
A 34 anni partecipò ai Giochi olimpici di Parigi 1924, nei pesi leggeri, chiudendo 16º con 390 kg totali alzati, dei quali 62,5 nello strappo ad una mano, 70 nello slancio ad una mano, 72,5 nella distensione lenta, 80 nello strappo e 105 nello slancio.
Morì nel 1970, a 81 anni.